# Peucedanum carvifolia
Peucedanum carvifolia là một loài thực vật có hoa trong họ Hoa tán. Loài này được Vill. miêu tả khoa học đầu tiên.

## Hình ảnh

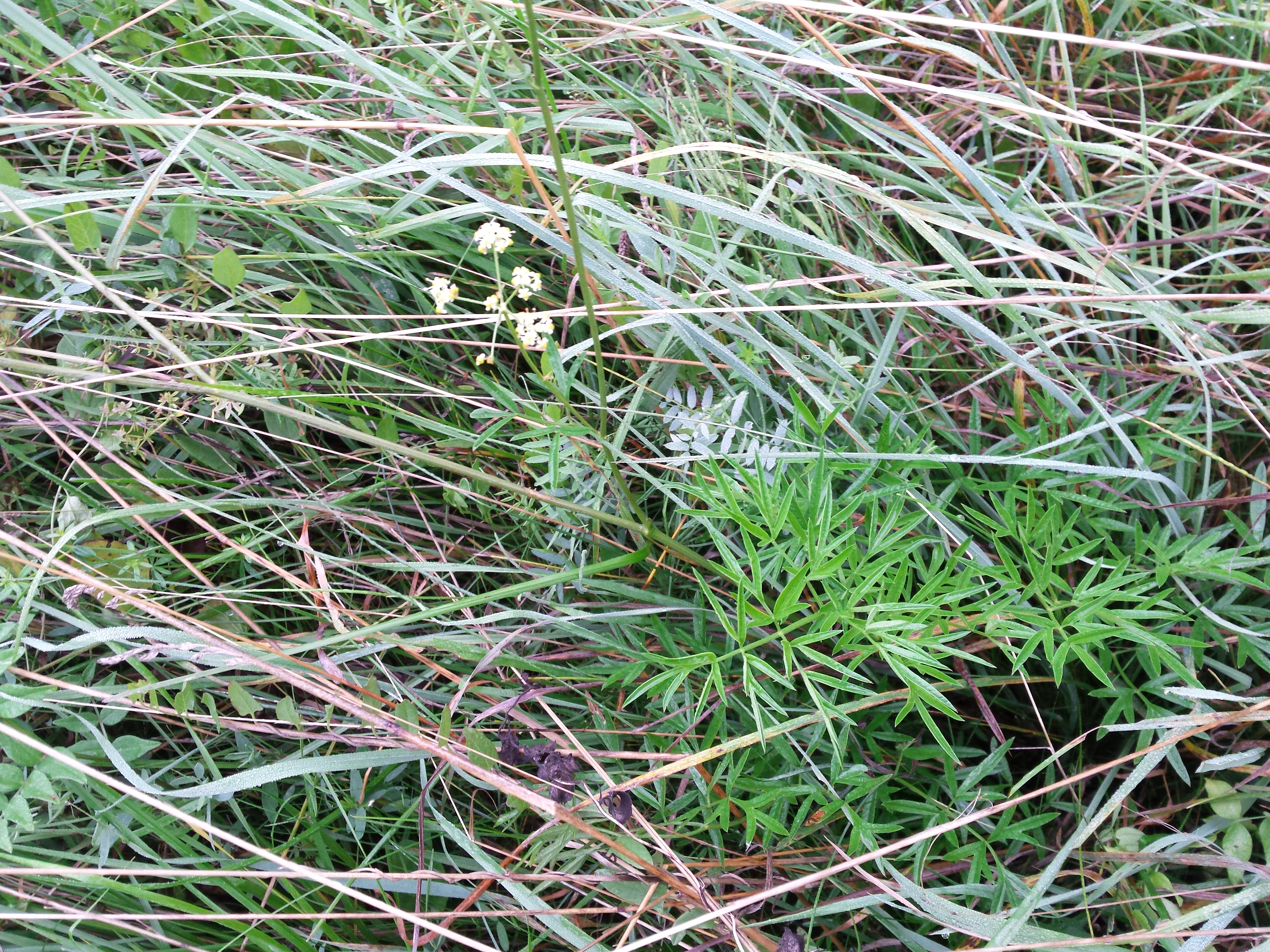
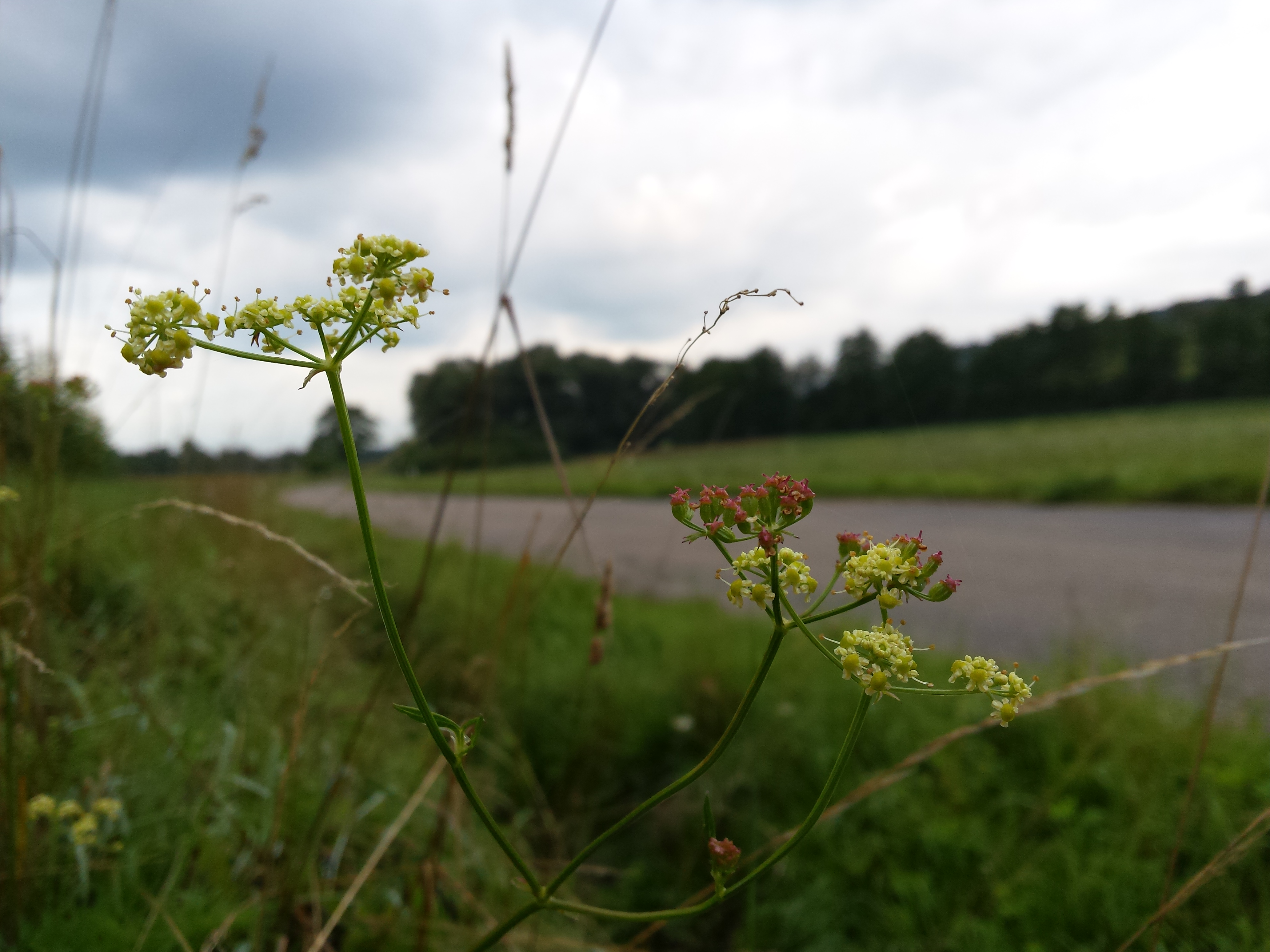
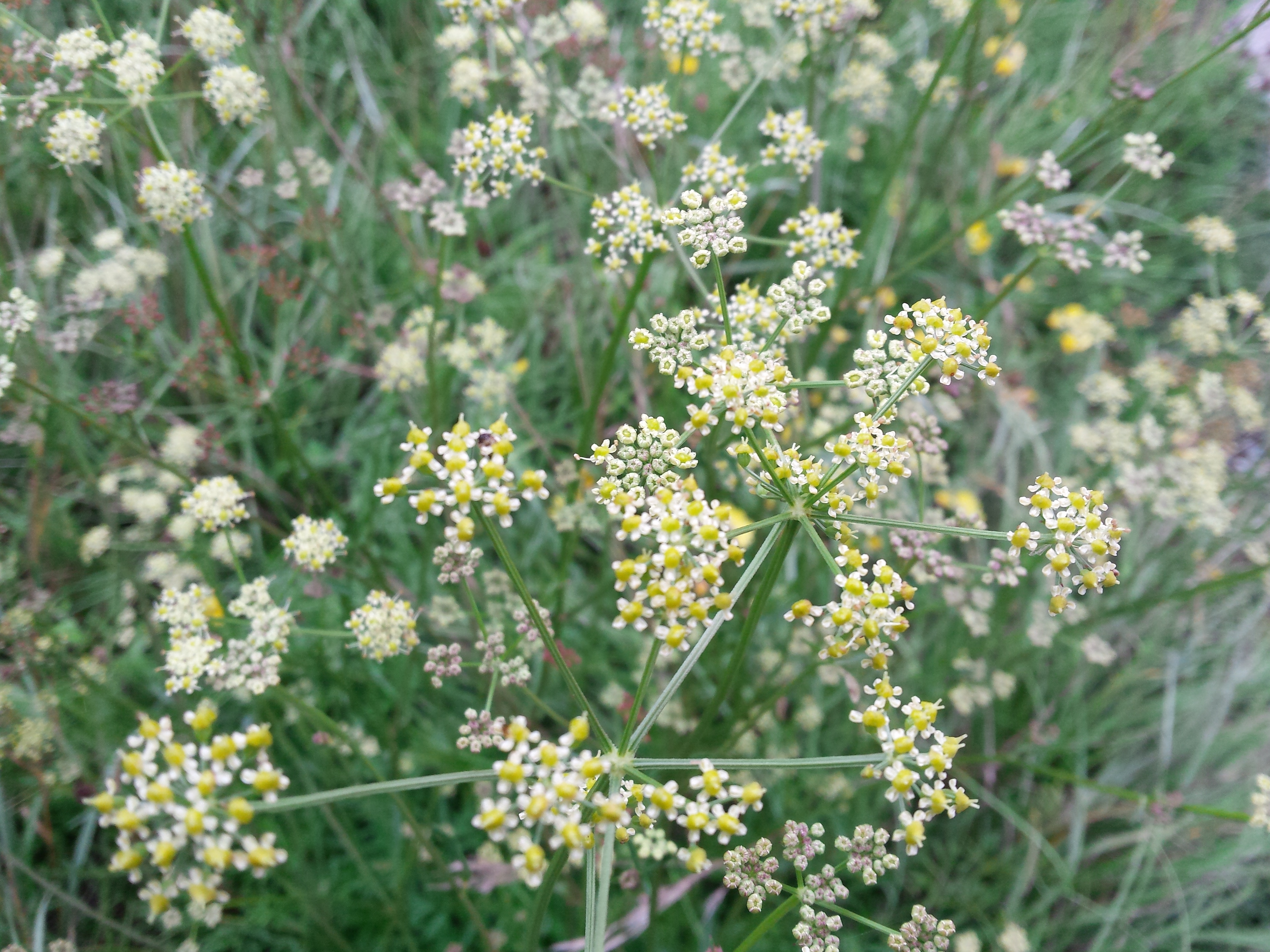